# Ego (silnik gry)
Ego Game Technology Engine (znany też jako Neon Engine) – silnik gry stworzony przez Codemasters i Sony Computer Entertainment na potrzeby komputerowych gier wyścigowych. Został on zapowiedziany przez Codemasters w 2007 roku.
Ego ze względu na swoje zaawansowanie techniczne umożliwia renderowanie skomplikowanego w szczegółach świata gry, z zastosowaniem dokładnego systemu zniszczeń obiektów oraz dynamicznego oświetlenia. W 2009 roku portal IGN umieścił Ego na liście 10 najlepszych silników gier w historii.

## Gry korzystające z silnika

### 1.0
- Colin McRae: Dirt (2007)
- Race Driver: Grid (2008)
- Colin McRae: Dirt 2 (2009)
- Operation Flashpoint: Dragon Rising (2009)
- Bodycount (2011)

### 1.5
- F1 2010 (2010)

### 2.0
- Operation Flashpoint: Red River (2011)
- Dirt 3 (2011)
- F1 2011 (2011)
- Dirt Showdown (2012)
- F1 2012 (2012)
- F1 Race Stars (2012)

### 3.0
- Grid 2 (2013)
- F1 2013 (2013)
- Grid: Autosport (2014)
- F1 2014 (2014)
- Dirt Rally (2015)

### 4.0
- F1 2015 (2015)
- F1 2016 (2016)
- F1 2017 (2017)
- Dirt 4 (2017)
- F1 2018 (2018)
- F1 2019 (2019)
- Dirt Rally 2.0 (2019)
- F1 2020 (2020)